# Mariano Bertolini
Mariano Lucas Bertolini (Buenos Aires, 10 de janeiro de 1978) é um ator argentino.

## Telenovelas
- Vientos de agua (2006/2007) - Tomás Cabajal Seaone
- Lalola (2006) - Diego Sán Roman
- Culpable de este amor (2004)- Pablo Cazenave
- Rebelde Way (2002/2003) - Javier Alanis
- El Sodero de mi vida (2001) - Miguel Continni
- Los Médicos (de hoy) 2 (2001) - Darío
- Cabecita (1999) - Federico
- El Visitante (1999) - Expedito Finzzi
- Chiquititas (1998) - Mariano Mazza
- Escrito en el agua (1998) - Manuel
- El Faro (1998) - Federico
- Chiquititas (1996/1997) - Pajarito
- De poeta y de loco (1996) - Kennedy
- El Verano del potro (1991) - Felipe

## Filmes
- Vientos de agua (2006) - Tomás
- Mala época (1998) - Pablo